# Pulsatie (elektriciteit)

Hoeksnelheid

De pulsatie, uitgedrukt in rad/s, is een andere benaming voor hoeksnelheid, die vooral gebruikt wordt in de elektriciteitsleer. Het symbool voor de pulsatie of hoeksnelheid is ω.
Dit is het aantal radialen dat per seconde door een wisselspanning of wisselstroom doorlopen wordt. De frequentie van het signaal is ω / (2 * π).